# Le Temps des trahisons
 (décembre 2023).
Si vous disposez d'ouvrages ou d'articles de référence ou si vous connaissez des sites web de qualité traitant du thème abordé ici, merci de compléter l'article en donnant les références utiles à sa vérifiabilité et en les liant à la section « Notes et références ».
Le Temps des trahisons (titre original : A Man Betrayed) est le deuxième tome de la série de fantasy Le Livre des mots, écrite par J. V. Jones. Il est paru en 1996 dans son pays d'origine.

## Résumé
Dans le tome précédent, contrôlé par une volonté étrangère, Taol a tué Bevlin. Il se dirige vers Brennes où dans un état alcoolique second, il fait combat sur combat. Le champion du roi, Blayze, le remarque et lui propose un combat qui est organisé par le biais de Chipeur, le seul ami de Taol. Taol gagne ce combat et devient alors le champion du duc de Brennes abandonnant alors le serment des chevaliers de Valdis...
En outre, à Rorne, l'archevêque Tavaslic met tout en œuvre pour affaiblir l'ordre des chevaliers de Valdis en les chassant de sa cité et en poussant les cités voisines à faire de même. Ainsi, le Sud se rebelle contre l'influence des chevaliers semant alors des troubles...
Enfin, à Brennes les fiançailles entre Kylock, le nouveau roi, et la fille du duc de Brennes, Catherine sont en négociations. 
Le duc qui achète secrètement via un homme de main, des filles vierges pour apaiser ses pulsions naturelles, voit Melliandra devenir une de ces filles. Le duc est surpris par son attitude fière et différente du comportement des autres, qui habituellement se soumettent. Cachant toujours son identité, elle est demandée en mariage par le duc de Brennes...